# Тегинг на Ину
Тегинг на Ину (њем. Töging am Inn) град је у њемачкој савезној држави Баварска. Једно је од 24 општинска средишта округа Алтетинг. Према процјени из 2010. у граду је живјело 9.212 становника. Посједује регионалну шифру (AGS) 9171132.

## Географски и демографски подаци
Тегинг на Ину се налази у савезној држави Баварска у округу Алтетинг. Град се налази на надморској висини од 398 метара. Површина општине износи 13,6 km². У самом граду је, према процјени из 2010. године, живјело 9.212 становника. Просјечна густина становништва износи 675 становника/km².